# Ильтизам
Ильтизам (араб. التزام‎ — «обязательство, откуп») — существовавшая в Османской империи откупная система взимания феодального натурального налога ашара и некоторых других налогов, при которой доходы от взимания налогов временно отдаются в откуп частным лицам за уплаченную, обыкновенно вперёд, известную сумму. Собственник ильтизама назывался мультазим (араб. ملتزم‎).
Ильтизам был одной из главных причин расстройства турецких финансов и отмена его давно считалась одной из неотложнейших реформ. В Египте ильтизам был отменён Мухаммедом Али как часть его усилий по централизации страны в начале девятнадцатого века. В Турции окончательно отменён в 1925 году.